# Marina Lewycka
Œuvres principales
- Une brève histoire du tracteur en Ukraine

Marina Lewycka, née en 1946 à Kiel en Allemagne, est une romancière britannique d'origine ukrainienne.

## Biographie
Marina Lewycka est née dans un camp de réfugiés à Kiel en Allemagne en 1946. Peu après la fin de la Seconde Guerre mondiale, ses parents émigrent en Angleterre, où elle grandit.
Elle a travaillé à l'Université de Sheffield Hallam en tant que lectrice.
Son premier roman, Une brève histoire du tracteur en Ukraine (« A Brief History of Tractors in Ukrainian »), publié en 2005, obtient un vif succès : vendu à plus d'un million et demi d'exemplaires en Angleterre, il reçoit le SAGA Award for Wit et le prix Bollinger Everyman Wodehouse. Elle a depuis publié deux nouveaux romans, Deux caravanes et Des adhésifs dans le monde moderne. Son dernier titre, Various Pets Alive and Deadest sorti en 2013 dans une traduction française sous le titre Traders, hippies et hamsters.

## Œuvres
- Une brève histoire du tracteur en Ukraine, Éditions des Deux Terres, 2008, Éditions Alto (au Québec), 2008 ((en) A Short History of Tractors in Ukrainian, Viking Press, 2005,)
- Deux caravanes, 2010, Éditions des Deux Terres, Éditions Alto (au Québec), 2010 ((en) Two Caravans, Penguin Books, 2007)
- Des adhésifs dans le monde moderne, 2012, Éditions des Deux Terres, Éditions Alto (au Québec), 2011 ((en) We Are All Made of Glue, Penguin Books, 2009)
- Traders, hippies et hamsters, Éditions des Deux Terres, 2013, Éditions Alto (au Québec), 2013 ((en) Various Pets Alive and Dead, Penguin Books, 2012)